# Mary Adela Blagg
Mary Adela Blagg (17 de mayo de 1858 - 14 de abril de 1944) fue una astrónoma británica, compiladora del nomenclátor lunar que adoptó la Unión Astronómica Internacional.

## Semblanza
Blagg nació en Cheadle, Staffordshire, donde pasó la mayor parte de su vida. Era hija de John Charles Blagg (abogado), y de France Caroline Foottit. Comenzó su formación matemática por sí misma, leyendo los libros de texto de su hermano. En 1875 fue enviada a una escuela en Kensington donde estudió álgebra y alemán. Posteriormente trabajó como profesora escolar dominical, y fue secretaria de la "Girls' Friendly Society".
Años después se interesó por la astronomía después de asistir a un curso de extensión universitaria impartido por J. A. Hardcastle, nieto de John Herschel. Su tutor le sugirió trabajar en el área de la selenografía, particularmente en el problema del desarrollo de un sistema uniforme de nomenclatura lunar (varios mapas lunares importantes de aquella época discrepaban en el nomenclátor utilizado).
En 1905 fue nombrada por la refundada "Asociación Internacional de Academias" para elaborar una lista cotejada de todos los elementos lunares. Trabajó con S. A. Saunder en esta tarea muy tediosa y larga, y el resultado fue publicado en 1913. Su labor produjo una larga lista de discrepancias que la asociación debió resolver.
También participó con una considerable aportación al tema de las estrellas variables, en colaboración con el profesor H. H. Turner. Estos resultados fueron publicados en una serie de diez artículos en los Avisos Mensuales de la Royal Astronomical Society, en los que el profesor admitió que la mayor parte del trabajo había sido realizado por Mary Blagg.
Tras publicar diversos artículos de investigación, ingresó en la Real Sociedad Astronómica en 1916, nominada por el profesor Turner. Fue una de las cinco mujeres elegidas simultáneamente, las primeras en convertirse en miembros de esta sociedad.
Trabajó en el análisis de Fourier de la Ley de Bode, según se detalla en el libro de Michael Martin Nieto titulado: "The Titius-Bode Law of Planetary Distances."
En 1920, se unió a la Comisión Lunar de la recientemente formada Unión Astronómica Internacional, donde se prosiguió su tarea de uniformar la nomenclatura. Para este trabajo colaboró con Karl Müller (1866–1942), un funcionario retirado y astrónomo aficionado, a cuya memoria se dedicó el  cráter lunar Müller. Juntos produjeron su publicación en dos volúmenes (1935), titulada "Named Lunar Formations" (Formaciones Lunares Nombradas), que se convertiría en la referencia estándar en el tema.
Durante su vida desarrolló trabajos de voluntariado, incluyendo la atención a los niños refugiados belgas durante la Primera Guerra Mundial. Una de sus aficiones favoritas era el ajedrez. En su necrología se habla de su "talante modesto y retirado, de hecho con bastante de reclusión", y raramente asistió a reuniones.

## Reconocimientos
- El cráter lunar Blagg lleva este nombre en su honor.[4]